# Lindneromyia brunnescens
Lindneromyia brunnescens är en tvåvingeart som först beskrevs av Collin 1931.  Lindneromyia brunnescens ingår i släktet Lindneromyia och familjen svampflugor. Inga underarter finns listade i Catalogue of Life.